# Muaj boran
A muaj boran (thai nyelven มวยโบราณ, IPA: [mūɛj bōːrāːn]) a  muaj thai felmenőjének tartott thaiföldi pusztakezes harcművészet, mely főképp lábtechnikákra, ütésekre, könyökölésekre, térdelésre és fejelésre alapoz. A stílus a 2003-as Ong-bak – A thai boksz harcosa című film bemutatója után vált igen népszerűvé, több harcművész is a felelevenítése mellett döntött. Tony Jaa éveken keresztül gyakorolta a filmben látható, ritka muaj boran-mozdulatokat.

## Jellemzői
A muaj borannak nincsenek pontos leírásai, mivel nem sport, mint a muaj thai, hanem háborúk alatt alkalmazták pusztakezes harc során. A muaj boran technikáit brutálisnak és veszélyesnek tartják. A muaj thait a muaj boranból alakították ki szabályok létrehozásával.
A muaj thaijal ellentétben a muaj boranban nincs védőfelszerelés vagy kesztyű, a kezeket szalagokkal (vagy kötéllel) tekerik be.